# برايان غودوين (لاعب كرة قاعدة)
برايان غودوين (بالإنجليزية: Brian Goodwin)‏ هو لاعب كرة قاعدة أمريكي، ولد في 2 نوفمبر 1990 في روكي ماونت في الولايات المتحدة.

## وصلات خارجية
- برايان غودوين على موقع دوري كرة القاعدة الرئيسي (الإنجليزية)
- برايان غودوين على موقعبيزبول رفرنس.كوم (الدوري الرئيسي) (الإنجليزية)
- برايان غودوين على موقعبيزبول رفرنس.كوم (الدوري الثانوي) (الإنجليزية)
- برايان غودوين على موقع إي إس بي إن.كوم (أم.أل.بي) (الإنجليزية)
- برايان غودوين على موقع مشجعي الرسوم البيانية (الإنجليزية)